# مارغريتا كريستينا جيرز
مارغريتا كريستينا جيرز (بالسويدية: Margareta Christina Giers)‏ (1731-12 نوفمبر 1796) رسامة سويدية.
ابنة كل من النائب إريك بيتير جيرز وبريتا غيرينغ. تزوجت من الأستاذ أولوف موريان. كانت أحد أنشط رسامي الغواش، ونسخت العديد من أعمال الرسامين السابقين.